# Micropsectra geminata
Micropsectra geminata is een muggensoort uit de familie van de dansmuggen (Chironomidae). De wetenschappelijke naam van de soort is voor het eerst geldig gepubliceerd in 1994 door Oliver and Dillon.